# ブラーノ

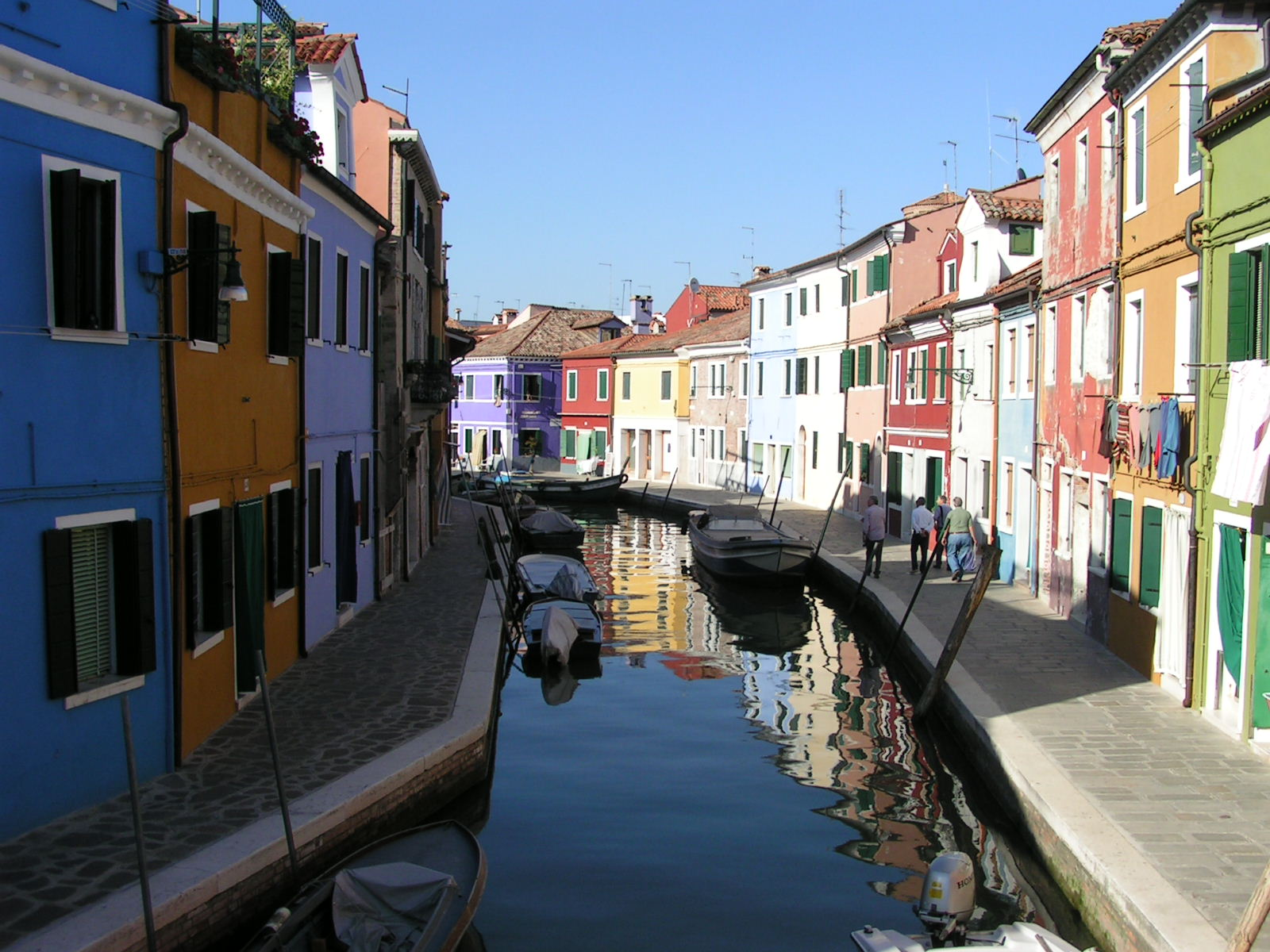
色とりどりのブラーノ島の家

ブラーノ (Burano) は、イタリア北東部ヴェネツィアの潟にある島で、コムーネとしてはヴェネツィアの一部となっている。4つの小島で構成される群島で、それぞれの島は橋で行き来できるようになっている。
レース編みの生産と、色とりどりに塗られた独特の家々が特徴である。家の色は霧のなかでも漁にでた漁師がどこが自分の家か判別できる様にと彩色された。
トルチェッロやトレポルティを結ぶ汽船の通常路線によって、ヴェネツィア本島と結ばれている（「姉妹」島のムラーノを経由）。

## 名物

### 住宅街
ブラーノの住宅街は各棟ごとに鮮やかな色で塗り分けられている。これは漁師が霧深い冬でも島と自宅に戻れるように、と、自分の家を目立つ色で塗るのが流行った事が発端とされる。現在では、この外壁の色の変更はヴェネチア市当局の許可が必要であり、上記の由来ゆえに隣家とは別な色で塗られなければならない。

### レース
この島ではレースが15、16世紀より特産品として名物になっており、これは漁で使う網の製作・補修技術が基になっているという。
島の東部にはレース博物館 (Museo del Merletto) もある。これは19世紀に建設されたレース学校の建物を転用したもので、レースの資料が展示されている小さな博物館である。

### 斜塔
粘土層の地盤と砂の層という重い構築物には不向きな地質からヴェネツィア周辺には傾いだ塔がいくつもあるが、その中のひとつが15世紀に建造されたサン・マルティーノ教会の鐘塔である。高さ31メートルの鐘塔の重量は1600トンあり、上端は垂直の位置に対して1.8メートル西にずれている。過去には危険なために取り壊しも検討されたが、1965年に地盤を支える基礎工事が行われて以来、傾斜の進行は止まったとされている。
イタリアにはピサの斜塔をはじめとしていくつもの斜塔が存在するが、美術評論家の木島俊介はエッセイの中で、この塔を指してその傾斜が「イタリア第一」とまで評している。島に向かうヴァポレットからも確認できる、ブラーノの象徴である。

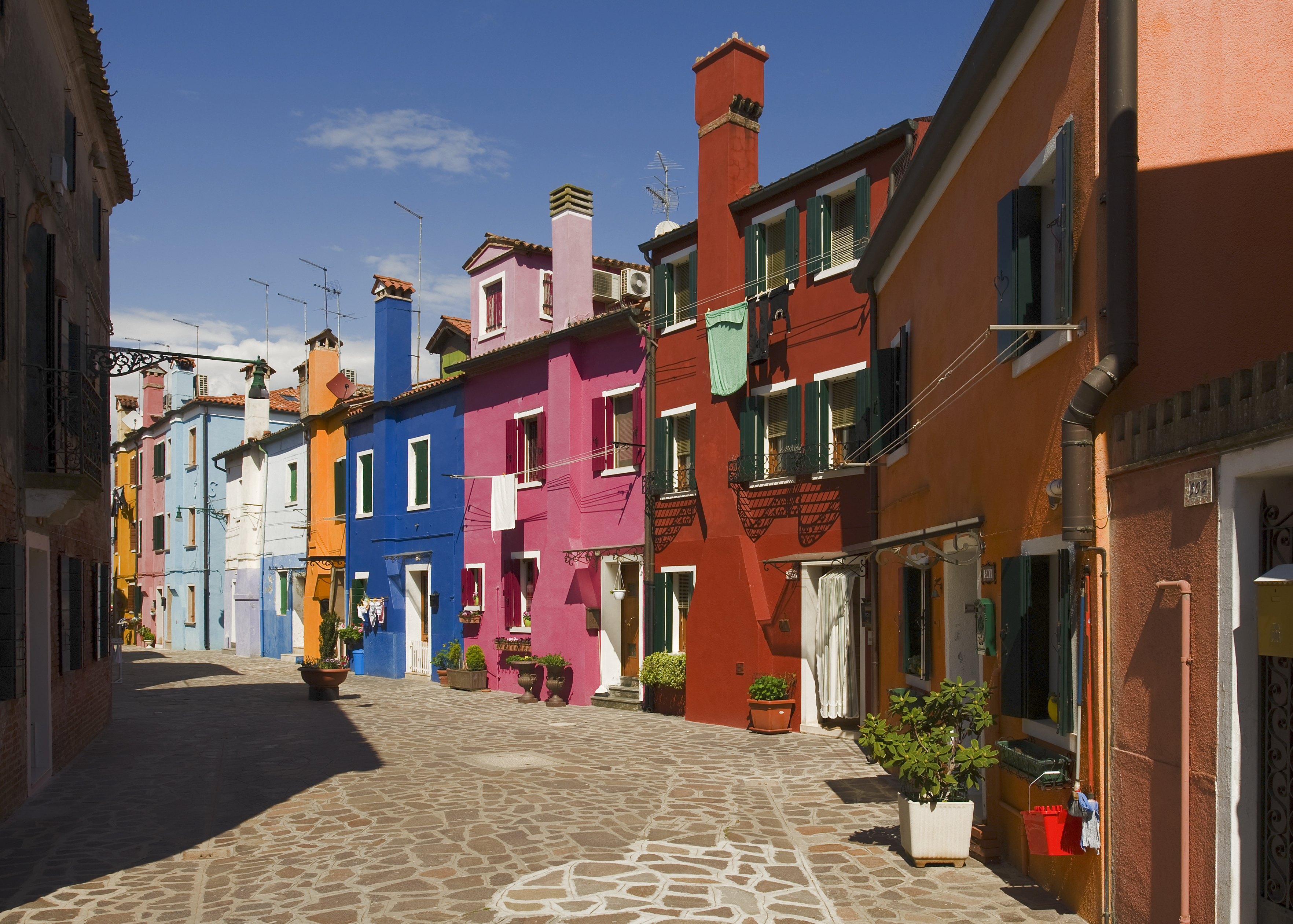
カラフルな家々。
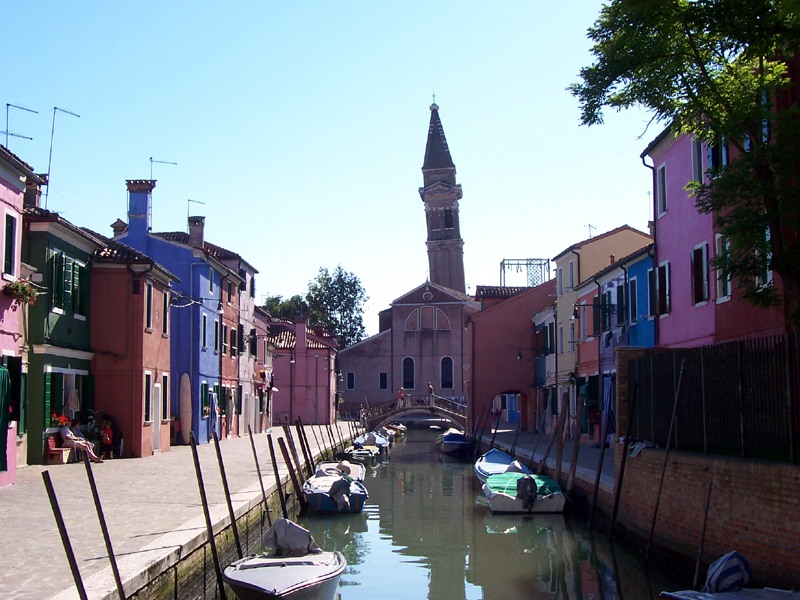
ブラーノの斜塔。